# Jean Mardikian
Jean Mardikian, né le 25 mars 1935 dans le 14e arrondissement de Paris et mort le 27 décembre 2019 à Saint-Michel en Charente, est une personnalité politique et culturelle française de Charente et le cofondateur en 1974 du festival international de la bande dessinée d'Angoulême.

## Biographie
Après le génocide des Arméniens dans les années 1915-1916, les parents de Jean Mardikian, qui exercent le métier de tailleurs, s'installent en France. Mardikian grandit à Paris, où il fréquente le lycée arménien. Il fait des études d'ingénieur à l'École supérieure d'agriculture de Purpan. Il s'installe en Charente où il devient éditorialiste hebdomadaire pour La Charente agricole.
Après l'élection de Roland Chiron en 1970, entre 1971 et 1977 Jean Mardikian exerce la fonction d'adjoint au maire d’Angoulême, chargé des affaires sociales et culturelles, tandis que Francis Groux est conseiller municipal. Mardikian, Groux et Claude Moliterni créent en 1972 les « Jeudis de la BD » dans le cadre de La Quinzaine de la lecture. En novembre 1973, Mardikian et Groux, accompagnés de Moliterni, se rendent au salon international des bandes dessinées de Lucques, le festival de bande dessinée le plus ancien et le plus fréquenté d'Europe. Impressionnés par l'allure professionnelle de cet évènement, Groux et Mardikian lancent le salon d'Angoulême, sous le parrainage de celui de Lucques, qui leur fournit des documents utiles. Mardikian préside le festival d'Angoulême de 1989 à 1995 et, en parallèle, il préside également le conseil d’administration du Centre national de la bande dessinée et de l’image jusqu'en 2007.
En 1989, il devient adjoint au maire d’Angoulême pour la culture et la communication et président du salon international de la bande dessinée, mandats qui prennent fin en 1995. En 1995, il devient adjoint à la culture et la politique de la ville jusqu'en 2001 ; il devient ensuite adjoint pour l’urbanisme, le logement et le renouvellement urbain jusqu'en 2008. Il exerce également comme conseiller auprès de la communauté d'agglomération du Grand Angoulême (COMAGA), fonction qu'il quitte en 2008. En parallèle de ces activités, Mardikian fonde en 1997 l'association de médiation sociale Omega, qu'il préside à partir de 1998 et qu'il quitte en 2014. Il préside également le festival Piano en Valois à partir du milieu des années 1990.
En 2008, Jean Mardikian prend sa retraite et fonde un festival de bande dessinée à Erevan,. En 2012, il codirige avec Francis Groux un ouvrage sur l'impact du festival d'Angoulême : Au-delà de la BanDe ! 1974-2013, comment le festival a changé Angoulême !. La même année, la romancière Michèle Armanet écrit sa biographie : Jean Mardikian et la bande dessinée. D'Angoulême au mont Ararat,.
Jean Mardikian s'associe à Kirkor Kalayciyan, homme d'affaires installé à Cognac, et Armen Petrossian, négociant en caviar, pour créer un élevage d'esturgeons à Bourg-Charente ; le projet démarre en 2014, après des retards dus à la découverte d'un site archéologique sur le secteur choisi pour l'usine en 2010. Néanmoins, le projet de l'entreprise, Esturniac, dont Mardikian est président, connaît toujours des difficultés en 2016 car l'organisme ayant mené les fouilles, l'Institut national de recherches archéologiques préventives, facture 930 000 euros aux propriétaires du terrain. En 2018, Esturniac est en liquidation,.
En 2016, après les polémiques sur l'édition du festival d'Angoulême, Jean Mardikan devient porte-parole du collectif des Indignés de la BD, « mouvement citoyen angoumoisin qui préconise la refonte du Festival », critiquant la gestion de Patrick Ausou, président de l'association du FIBD, ainsi que Franck Bondoux, délégué général de Neuvième Art +, que Mardikian avait déjà dénoncé auparavant.
Il meurt le 27 décembre 2019 à Saint-Michel.

### Vie privée
Jean Mardikian a un fils, Patrick.

## Ouvrage
- avec Francis Groux, Au-delà de la BanDe ! 1974-2013 : comment le festival a changé Angoulême !, Fléac, Entrez dans la bande, 2012, 95 p. (ISBN 978-2-9543938-0-3, BNF 43513982)

#### Ouvrage
- Michèle Armanet, Jean Mardikian et la bande dessinée. D'Angoulême au mont Ararat, Saintes, Le Croît vif, 2012, 237 p. (ISBN 978-2-36199-392-4). (BNF 43513080)

#### Presse
- Laurent Melikian, « Angoulême 2020 : Décès de Jean Mardikian, fondateur du FIBD », sur Actua BD, 2 janvier 2020.
- Henri Filippini, « Jean Mardikian : disparition de l’un des pères fondateurs du salon BD d’Angoulême… », sur BDZoom, 29 décembre 2019.
- « Mardikian: "On est devenu le mauvais exemple" », Charente libre,‎ 14 septembre 2015.
- Axelle Maquin-Roy, « Le président Mardikian exporte le Pôle Image », Sud Ouest,‎ 1er novembre 2006.
- Bertrand Ruiz, « Mardikian et les Grands Prix candidats à la reprise », Sud Ouest,‎ 2 juin 2016.
- Stéphane Urbajtel, « Mardikian raccroche et tacle tous azimuts », Charente libre,‎ 23 octobre 2007.
- Armel Le Ny, « Arménie: cognac, caviar et bande dessinée », Charente libre,‎ 6 octobre 2008.
- Catherine Debray, « FIBD - Mardikian : la crise », Sud Ouest,‎ 11 juin 2004.